# 우리의 사랑
《우리의 사랑》(A Nos Amours, To Our Loves)은 프랑스에서 제작된 모리스 피알라 감독의 1983년 드라마 영화이다. 상드린 보네르 등이 주연으로 출연하였다.

## 출연

### 주연
- 상드린 보네르
- 도미니크 베스네하르드

### 조연
- 모리스 피알라
- 크리스토퍼 오덴트
- 피에르-루프 라좃
- 시릴 꼴라르
- 자크 피에쉬
- 피에르 노비온
- 에릭 빌라드